# Phương ngữ Intemelio

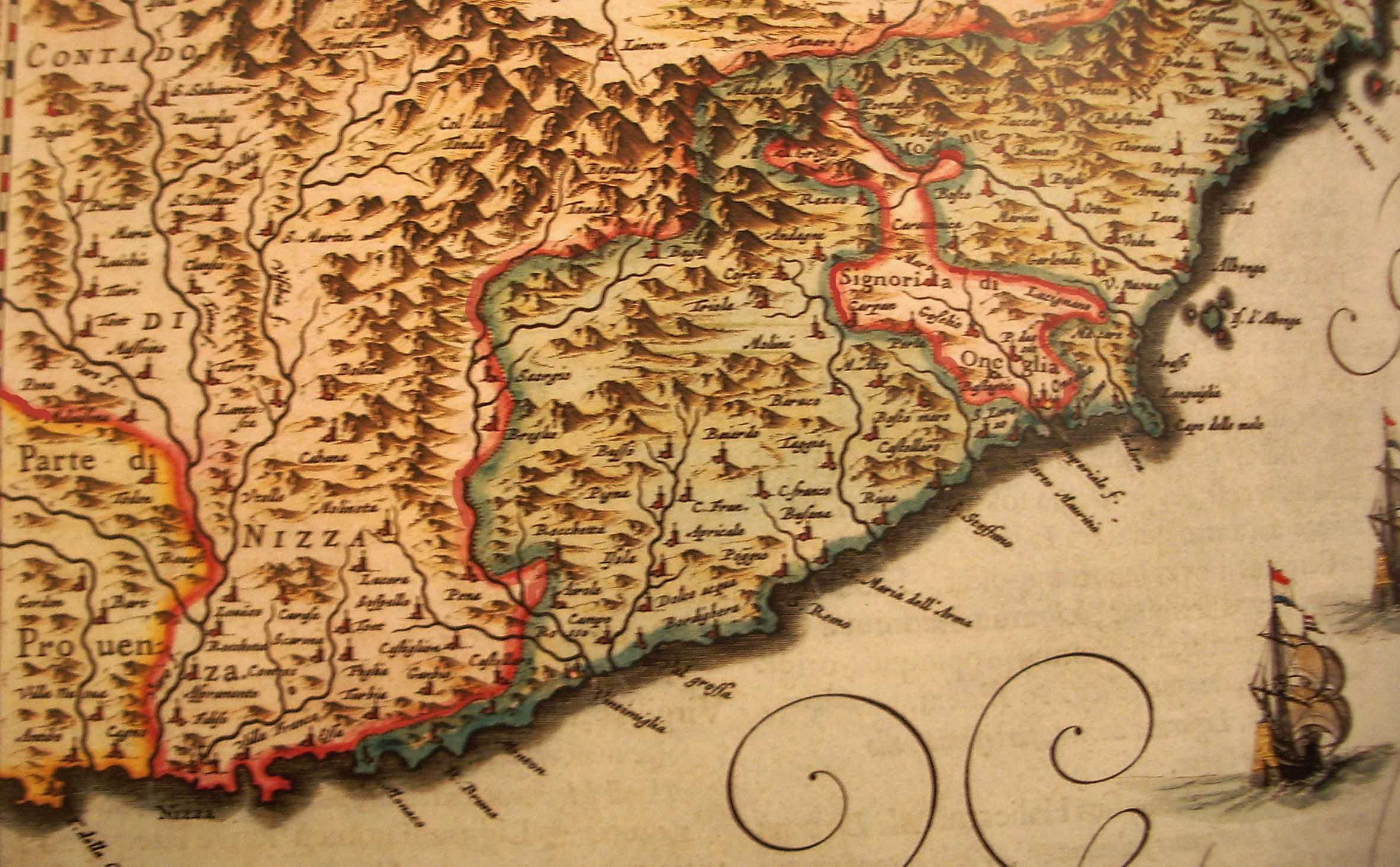
Monaco cùng với Menton đã từng là khi vực xa nhất về phía tây của cộng Hòa Genova (màu xanh lá cây) năm 1664. Intemelio đã được nói trong khu vực này, chủ yếu là giữa Ventimiglia và Sanremo.

Intemelio một phương ngữ của tiếng Liguria được nói từ Monaco đến tỉnh Imperia của Ý.

## Lịch sử
Kể từ trước thời kỳ phục Hưng ngôn ngữ Liguria đã được nói ở tất cả những vùng lãnh thổ của cộng Hòa Genova: Trong vùng phía tây của cộng hoà này, một vùng (chủ yếu ở bờ biển giữa Monaco và Sanremo) đã nói Intemelio và tập trung ở Ventimiglia.
Trong vùng Ventimiglia của Ý có phương ngữ nổi tiếng nhất của Intemelio: "Phương ngữ Ventimiglia", phổ biến dọc theo bờ biển đến tận Piemonte.
Phương ngữ Royasc được kết nối phương ngữ "Ventimiglia", như một phiên bản vùng núi của phương ngữ intemelio với ảng hưởng của Tiếng Occitan.
Ở Sanremo phương ngữ intemelio có rất nhiều ảnh hưởng từ phương ngữ Genova.

## Sử dụng trong thực tế
Phương ngữ Intemelio được sử dụng bởi gần 10.000 người trong khu vực Ventimiglia của tỉnh của Imperia, nhưng có thêm 40,000 người có thể hiểu được nó và nói chuyện một vài câu của phương ngữ này ở tây Liguria.
Một vài ngàn người nói trôi chảy các biến thể địa phương của intemelio ở Pháp và Monaco: Phương ngữ Monaco, Mentonasc và Briga.

## Giai thoại
Khu vực Liguria ở Seborga nói phiên bản "ventimiglia" của phương ngữ Intemelio và vùng là Thân vương quốc Seborga được xem xét có khả năng đã sử dụng phương ngữ Intemelio là ngôn ngữ chính